# Ludwig Friedrich von Beulwitz

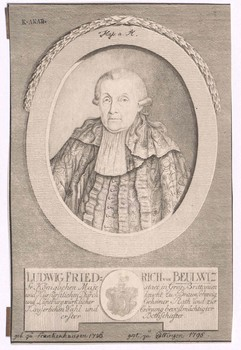
Ludwig Friedrich von Beulwitz

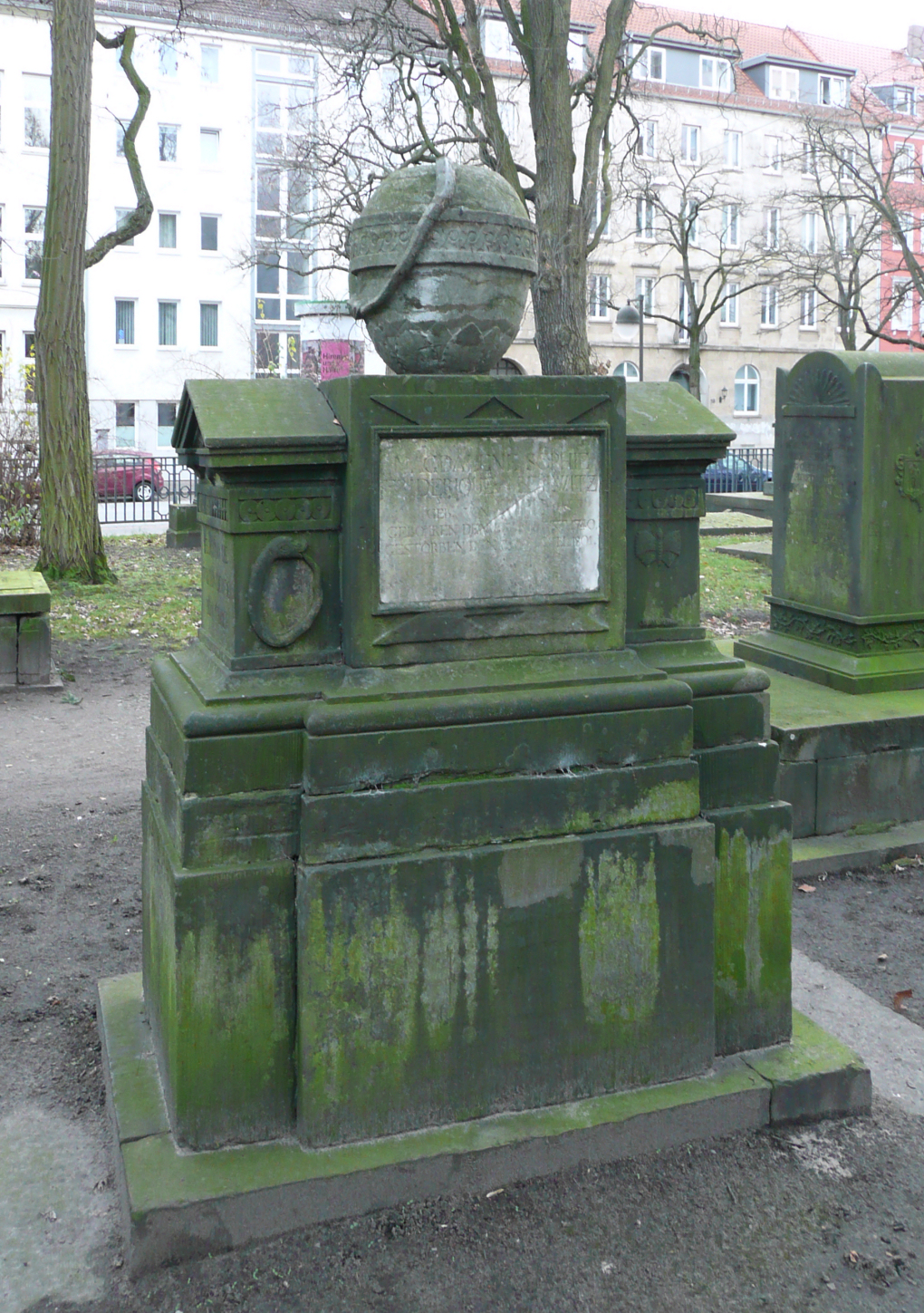
Grabmal auf dem Gartenfriedhof

Ludwig Friedrich von Beulwitz  (* 1726 in Frankenhausen, Schwarzburg-Rudolstadt; † 16. September 1796) war ein deutscher Jurist.

## Leben
Ludwig Friedrich von Beulwitz war ein Sohn des im Fürstentum Schwarzburg-Rudolstadt tätigen Geheimrates, Kanzlers und Konsistorialpräsidenten Anton Friedrich von Beulwitz. Die Familie entstammte dem osterländischen Uradelsgeschlecht von Beulwitz. Mit Ludwig Friedrich von Beulwitz kam das Geschlecht 1760 in das Kurfürstentum Braunschweig-Lüneburg. Durch den Besitz des Gutes Wieckenberg (heute: Ortsteil von Wietze, Landkreis Celle) gehörte die Familie zum ritterschaftlichen Adel. 
Beulwitz studierte Rechtswissenschaft an der Universität Göttingen, wo er 1753 gemeinsam mit seinem Bruder, dem späteren Historiker Carl Friedrich von Beulwitz (1729–1772), promoviert wurde.
Im Jahr 1761 wurde Beulwitz Oberappellationsrat in Celle, war dann Komitialgesandter beim Immerwährenden Reichstag in Regensburg. 1783 wurde er zum Staatsminister in Hannover ernannt. Beulwitz war Geheimer Rat und zweiter Kurator der Universität Göttingen.
Er heiratete Magdalena Sophie Friederike von Kipe. Beerdigt sind beide auf dem Gartenfriedhof Hannover.

## Schriften
Mitverfasser einer Monografie über
- Ludwig Anton Muratori über die Einbildungskraft des Menschen / Mit vielen Zusätzen herausgegeben von Georg Hermann Richerz, Universitätsprediger in Göttingen; gemeinsam mit Georg Hermann Richerz, Ernst August Wilhelm von dem Bussche; Carl Rudolph August von Kielmannsegge, Gotthelf Dietrich von Ende, Ludwig Friedrich von Beulwitz, Christian Ludwig August von Arnßwaldt, Detlef Alexander von Wenkstern, Johann Friedrich Karl von Alvensleben, Erster Theil, 1785